# Stora Sänkegöl
Stora Sänkegöl är en sjö i Vaggeryds kommun i Småland och ingår i Lagans huvudavrinningsområde. Sjön är 6,8 meter djup, har en yta på 0,007 kvadratkilometer och befinner sig 250 meter över havet.